# Адміністративний устрій Хотинського району
Адміністративний устрій Хотинського району — адміністративно-територіальний поділ Хотинського району Чернівецької області на 1 міську громаду, 3 сільські громади та 17 сільська рада, які об'єднують 39 населених пунктів та підпорядковані Хотинській районній раді. Адміністративний центр — місто Хотин.

## Список громадХотинського району
- Клішковецька сільська громада
- Недобоївська сільська громада
- Рукшинська сільська громада
- Хотинська міська громада

## Список радХотинського району
| №  | Назва                        | Центр          | Населені пункти                               | Площа км² | Місце за площею | Населення (2001), чол. | Місце за населенням |
| -- | ---------------------------- | -------------- | --------------------------------------------- | --------- | --------------- | ---------------------- | ------------------- |
| 1  | Атацька сільська рада        | c. Атаки       | c. Атаки                                      |           |                 |                        |                     |
| 2  | Біловецька сільська рада     | c. Білівці     | c. Білівці                                    |           |                 |                        |                     |
| 3  | Бочковецька сільська рада    | c. Бочківці    | c. Бочківці                                   |           |                 |                        |                     |
| 4  | Грозинецька сільська рада    | c. Грозинці    | c. Грозинці                                   |           |                 |                        |                     |
| 5  | Зарожанська сільська рада    | c. Зарожани    | c. Зарожани                                   |           |                 |                        |                     |
| 6  | Каплівська сільська рада     | c. Каплівка    | c. Каплівка                                   |           |                 |                        |                     |
| 7  | Колінковецька сільська рада  | c. Колінківці  | c. Колінківці                                 |           |                 |                        |                     |
| 8  | Круглицька сільська рада     | c. Круглик     | c. Круглик                                    |           |                 |                        |                     |
| 9  | Крутеньківська сільська рада | c. Крутеньки   | c. Крутеньки                                  |           |                 |                        |                     |
| 10 | Малинецька сільська рада     | c. Малинці     | c. Малинці                                    |           |                 |                        |                     |
| 11 | Пашковецька сільська рада    | c. Пашківці    | c. Пашківці                                   |           |                 |                        |                     |
| 12 | Перебиковецька сільська рада | c. Перебиківці | c. Перебиківці c. Зелена Липа                 |           |                 |                        |                     |
| 13 | Рухотинська сільська рада    | c. Рухотин     | c. Рухотин c. Блищадь c. Гринячка c. Корнешти |           |                 | 870                    |                     |
| 14 | Санковецька сільська рада    | c. Санківці    | c. Санківці                                   |           |                 |                        |                     |
| 15 | Шиловецька сільська рада     | c. Шилівці     | c. Шилівці                                    |           |                 |                        |                     |
| 16 | Шировецька сільська рада     | c. Ширівці     | c. Ширівці c. Владична                        |           |                 |                        |                     |
| 17 | Ярівська сільська рада       | c. Ярівка      | c. Ярівка                                     |           |                 |                        |                     |

* Примітки: м. — місто, с-ще — селище, смт — селище міського типу, с. — село